# Der Judenweg
Der Judenweg ist ein 2004 veröffentlichter historischer Roman  von Ruth Weiss, der im 17. Jahrhundert spielt und den Aufstieg Daniel Löws vom Knecht zum Hofjuden aufzeigt. Es geht der Autorin vor allem darum, die tieferen Wurzeln des Antisemitismus aufzeigen.

## Titelklärung
Zur Zeit des Romans haben Juden viele Sonderabgaben zu leisten. Neben den Schutzbriefen mussten sie Leibzoll zahlen, wenn sie bestimmte Wege benutzen wollten. Aus diesem Grund etablierten Wanderjuden zum Umgehen der Grenzposten spezielle Schleichwege, die man Judenwege nannte.

## Inhalt
Zu Beginn des Romans reiten die Ritter Peter von Hebelein, Raoul von Westernau und der Benediktinerpater Toma durch eine von der Zerstörung des Dreißigjährigen Krieges gekennzeichnete Landschaft. Sie stoßen auf das Haus des jüdischen Schlächters Löw. Hebelein vergewaltigt dessen Frau Esther und sein Begleiter vergeht sich an ihrem Sohn Daniel. Löw erschlägt zwar Westernau, wird jedoch wenig später von Hebelein niedergestreckt. Die Überlebenden der Familie können fliehen und erreichen die Räuberhöhle des Sepp Unruh. Dort verstirbt Esther und der Räuberbandenchef übernimmt für Daniel die Rolle eines Vaters.
Währenddessen kümmert sich Löws Bruder Nathan um die Beisetzung seines Bruders und seiner Schwägerin. Er ist verwundert, dass Pater Toma – der die Juden vor Kollektivstrafen schützen möchte – die Ereignisse als Unfall avisiert. Der Benediktiner hegt zudem den Plan, eine Reliquie in das Heimatdorf Nathans, Walberg, zu schaffen. Doch Lisa, Tochter des Sattelmeisters Knoll und Geliebte Sepps, platziert in dem Sanktuarium den Leichnam ihres toten Kindes, weshalb es durch die Hetzreden des Laienbruders Paulus zu einem Pogrom gegen Juden kommt, der 21 von ihnen das Leben kostet. Der Pater übernimmt dafür die Verantwortung, verstößt Paulus und ist fortan daran bedacht, dafür Sühne zu leisten. Während die Bevölkerung ihrer Vernichtungswut nachkommt, wird Daniel zu seinen wenig überlebenden Verwandten zurückgeschickt, da Sepp in das Rheinland wegzieht. Er ist fortan Knecht bei seinem Cousin Jakob, der die Viehhandelgeschäfte Nathans übernimmt.
Einige Jahre später muss Daniel Löw mit ansehen, wie sein Freund August, ein Bandenmitglied Sepps, erhängt wird. Vor allem aber die besonders grausame Hinrichtung des Juden Lopes verursacht in ihm einen großen Zorn, der ihn veranlasst, zusammen mit neun anderen eine Chawrusse (Jiddisch für Diebesbande) zu gründen. Er kann Hebelein in Erinnerung an den Eingangsvorfall erpressen, zehn Schutzbriefe und eine Lokalität zu bekommen.
Daniel verliebt sich ferner in Hebeleins Stieftochter Isabella, die jedoch bald darauf den Grafen von Grenzlingen heiraten muss, der sie oft vergewaltigt. Der Bandenführer hat dafür Verständnis und zeigt sich ihr zärtlich. Am Versöhnungstag Jom Kippur, lässt er sich zur Sünde hinreißen, mit ihr zu schlafen. Sie gebärt einen Sohn namens Simon, der jedoch bei Sepp aufwachsen muss, weil die leibliche Mutter kurz darauf verstirbt.
Durch die Heirat seiner Jugendfreundin Judith kann Daniel zum Hofjuden aufsteigen. Hebelein bittet ihn – erstmals in einer persönlichen Anrede mit „Du“ statt „Er“ – Schmuckstücke zu beschaffen, die Grenzlingen an Isabella abgegeben hat und zurückverlangt.
Am Ende des Romans fühlt sich Daniel dem Grafen überlegen und bemerkt, dass sich sein Leben zum Bessern gewendet hat.